# نیشا
نیشا (به آلمانی: Nitscha) یک منطقهٔ مسکونی در اتریش است که در وایتس واقع شده‌است. نیشا ۱۴٫۱۲ کیلومتر مربع مساحت دارد ۳۵۹ متر بالاتر از سطح دریا واقع شده‌است.